# 溧河街道
溧河街道，是中华人民共和国河南省南阳市宛城区下辖的一个乡镇级行政单位。原为溧河乡，2023年，撤乡设立街道。隶属于河南省南阳市宛城区，位于南阳市南郊。行政区域面积95平方公里，90%以上区域面积位于南阳生态工业园区内。境内交通、物流比较优势明显。 

## 行政区划
溧河街道下辖以下地区：
胡寨村、二十里屯村、十八里屯村、十里铺村、王堂村、郭店村、杜庄村、樊营村、詹庄村、虎庙村、康庄村、袁老家村、李营村、沙岗村、庙街村、钦田村、夏营村、陈官营村、邢庄村和竹园庄村。